# Idskär (Geta, Åland)
Idskär är en ö i Åland (Finland). Den ligger i Skärgårdshavet eller Bottenhavet och i kommunen Finström i landskapet Åland, i den sydvästra delen av landet. Ön ligger omkring 39 kilometer norr om Mariehamn och omkring 290 kilometer väster om Helsingfors.
Öns area är 31,5 hektar och dess största längd är 0,9 kilometer i nord-sydlig riktning.